# Michael Gahler

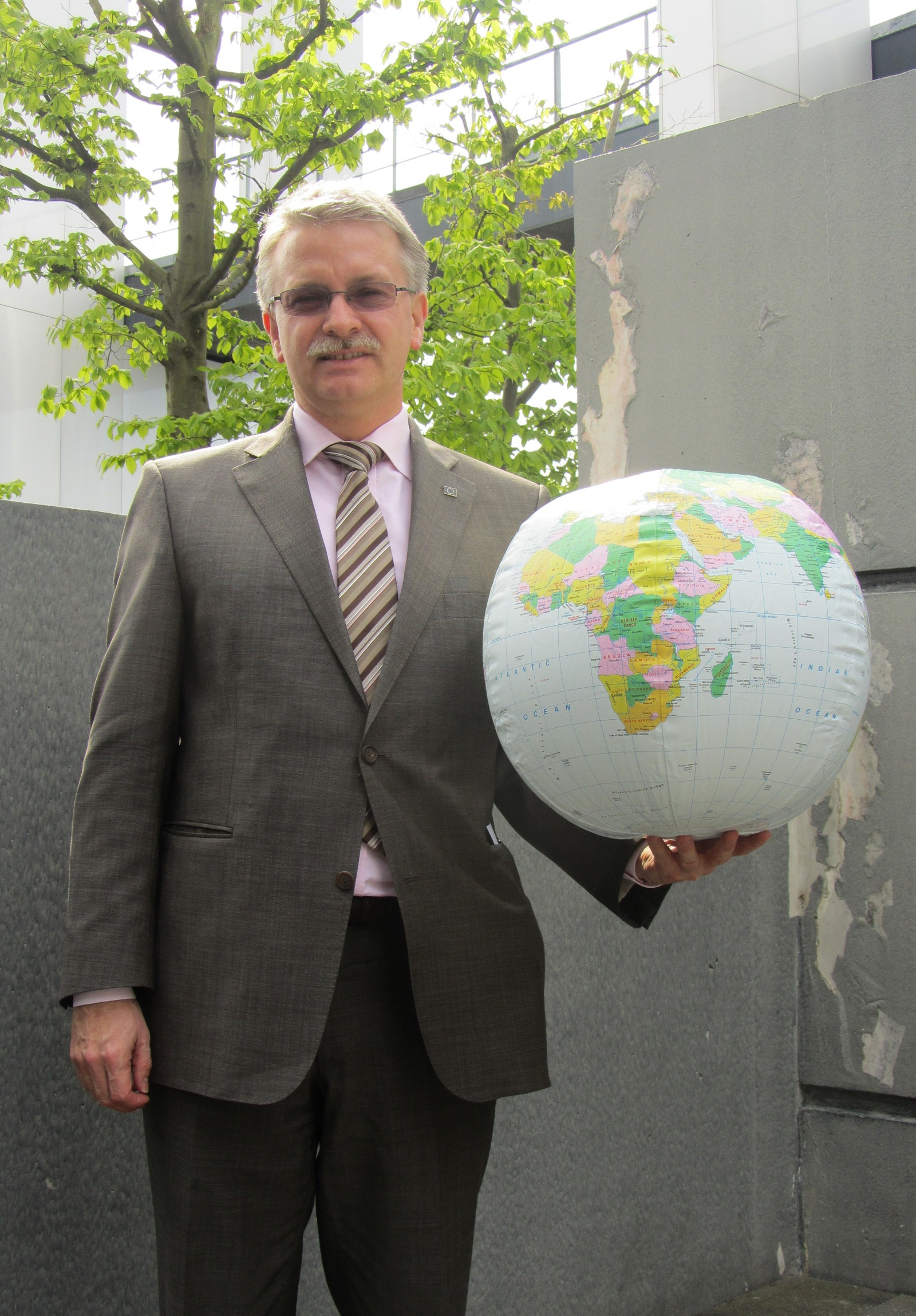
Michael Gahler

Michael Gahler este un om politic german, membru al Parlamentului European în perioada 1999-2004 din partea Germaniei.
1. ↑  „Michael Gahler”, Gemeinsame Normdatei, accesat în 11 decembrie 2014
2. 1 2  Deputații în Parlamentul European
3. ↑  Deputații în Parlamentul European